# シェリーズ・レストラン

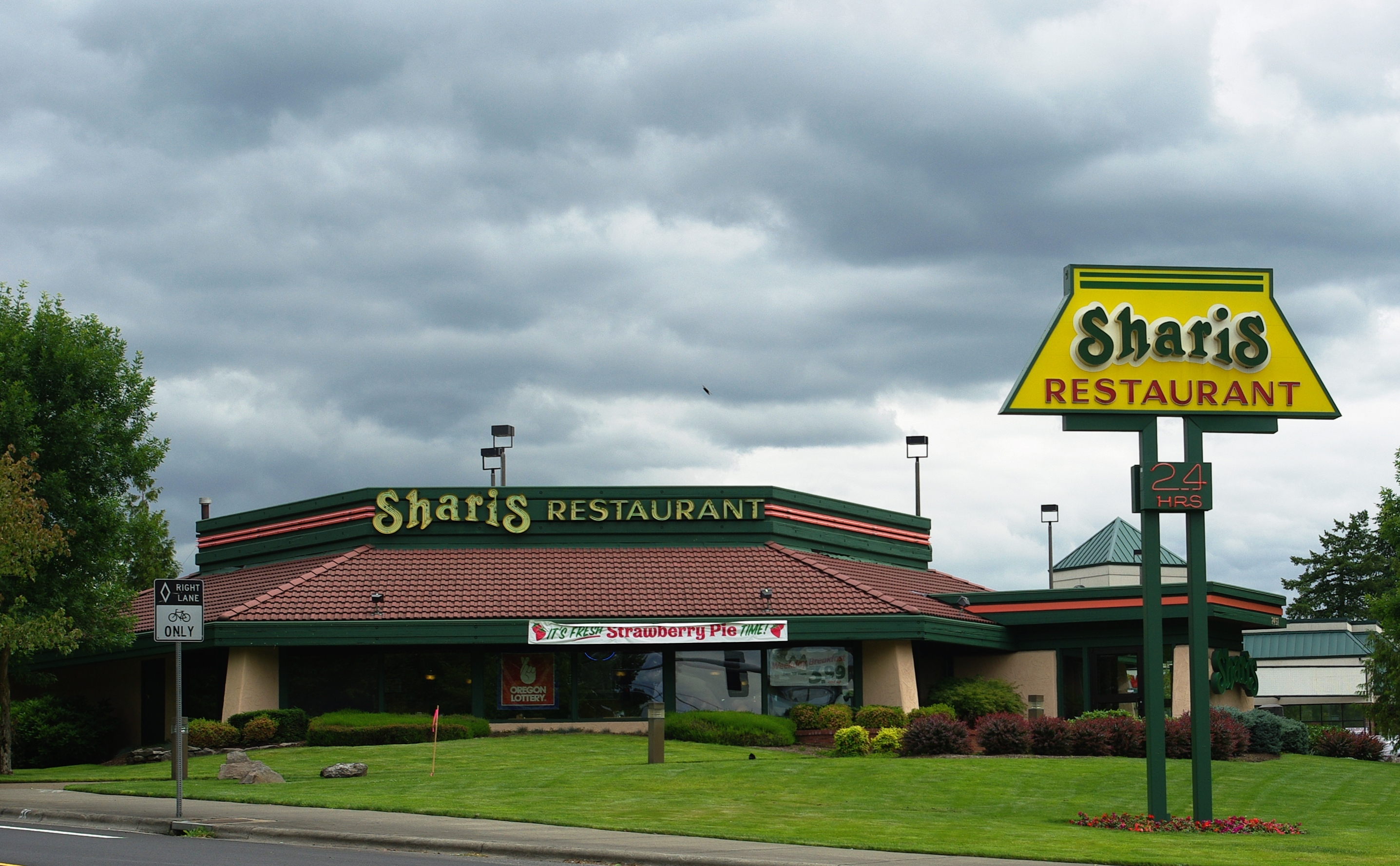
オレゴン州ガーデンホーム店

シェリーズ・レストラン（英: Shari's Restaurants）は、アメリカ合衆国西部で展開するファミリーレストランチェーン。年中無休の24時間営業である。初代店舗は1978年に開店したオレゴン州ハーミストン店である。企業事務所を同州ビーバートンのプログレス地区に構える。

## 歴史
1978年、ロン・バーグキスト、シャロン・バーグキストの手によりオレゴン州ハーミストンで開業。その後の7年間、2人は会社の経営に携わった。1999年までシェリーズは、総売上で全米第9位、成長率でも第6位を誇るファミリーレストランチェーンであった。
1999年3月、フェアモント・キャピタル社から6000万米ドルで買収された。その時点でシェリーズは国内7州に96店舗と、4000人の従業員を構え、年利益は1億2800万米ドルを記録していた。買収後の2003年の時点でも、全米第9位という規模は変わらなかった。
2005年4月、シェリーズは男女差別訴訟で敗訴し、122,225米ドルの損害賠償の支払いを命じられた。2005年12月になると、シェリーズはニューヨークの民間投資会社サークル・ピーク・キャピタルに買収される。
2008年7月には24年間シェリーズに勤めたラリー・カーティス社長が引退した。その後、レストラン産業で多くの経験を積んだブルース・マクディアミドがシェリーズに参加した。マクディアミドは、これまでにブラック・アンガス・ステーキハウス、シェヴィーズ・フレッシュ・メックス・レストラン、パラゴン・レストラン・グループなどで研鑽を積んだ。
2009年、シェリーズは、北カリフォルニアで展開するレストランチェーン「ベイカーズ・スクエア」を買収、同レストランにシェリーズの名前を冠して運営を開始した。
現在、ワシントン州、オレゴン州、カリフォルニア州、アイダホ州、ワイオミング州、ネブラスカ州に計98店舗を構える。